# 김주한 (1982년)
김주한(1982년 12월 29일 ~ )은 대한민국의 음악감독, 작곡가다.

## 방송
- 지구촌 뉴스 (2000-)
- 시사기획 창 (2006-)
- 히든싱어 2 (2013) - 조성모 편 4위
- KBS 글로벌 24 (2013-2020)
- 저널리즘 토크쇼 J (2018-2020)
- 사사건건 (2018-)
- 시사멘터리 추적 (2022)

## 음반
- Ampia Project Vol.1 (2011)

## 기타
- 온유 <산책> (2010) - 작사/작곡
- 온유 <감동> (2011) - 작곡